# Szabó Mózes (színművész)
Szabó Mózes, Rutkai Szabó, Mózsi (Zsáka, Bihar megye, 1818 – Zsolna, 1870. augusztus 30.) úttörő színész.

## Életútja
1846 áprilisában lépett színpadra Kilényi Dávid színigazgatónál. A szabadságharc környékén egy ideig kocsmabérlő volt Szeged–Felsővárosban, itt született fia, Szabó Bandi. Később serdülő lánya, Szabó Pepi és felesége, Balázsi Viktória is a kocsmájában segédkeztek. Ekkor Csabay Pál társulatában szerepeltek. A Hölgyfutár azt írta róla: „A jámbor apák és bárgyú jellemek személyesítője.” (Kecskeméti tudósítás, 1859. március 19.) Élete végén Gerő Jakab társulatának tagja volt.
Felesége Balázsi (Hosek) Viktória úttörő színésznő, született 1818-ban, meghalt 1890. december 26-án Kolozsvárott. Már 14 éves korában színésznő volt. 1837-ben bekerült a Nemzeti Színház énekkarába, majd komika lett belőle. 1855. október 3-án mint vendég fellépett a Nemzeti Színházban, a Divathölgyek című vígjáték Santis asszony szerepében. Nevelt lánya Szabó Ilka (Karingecz Katalin) színésznő.